# Muškátovník vonný
Muškátovník vonný neboli macizeň (Myristica fragrans) je neopadavý strom dosahující výšky až 15 metrů, obvykle však bývá menší. V menším množství se používá jako koření, ve větším množství je to halucinogenní droga.

## Popis

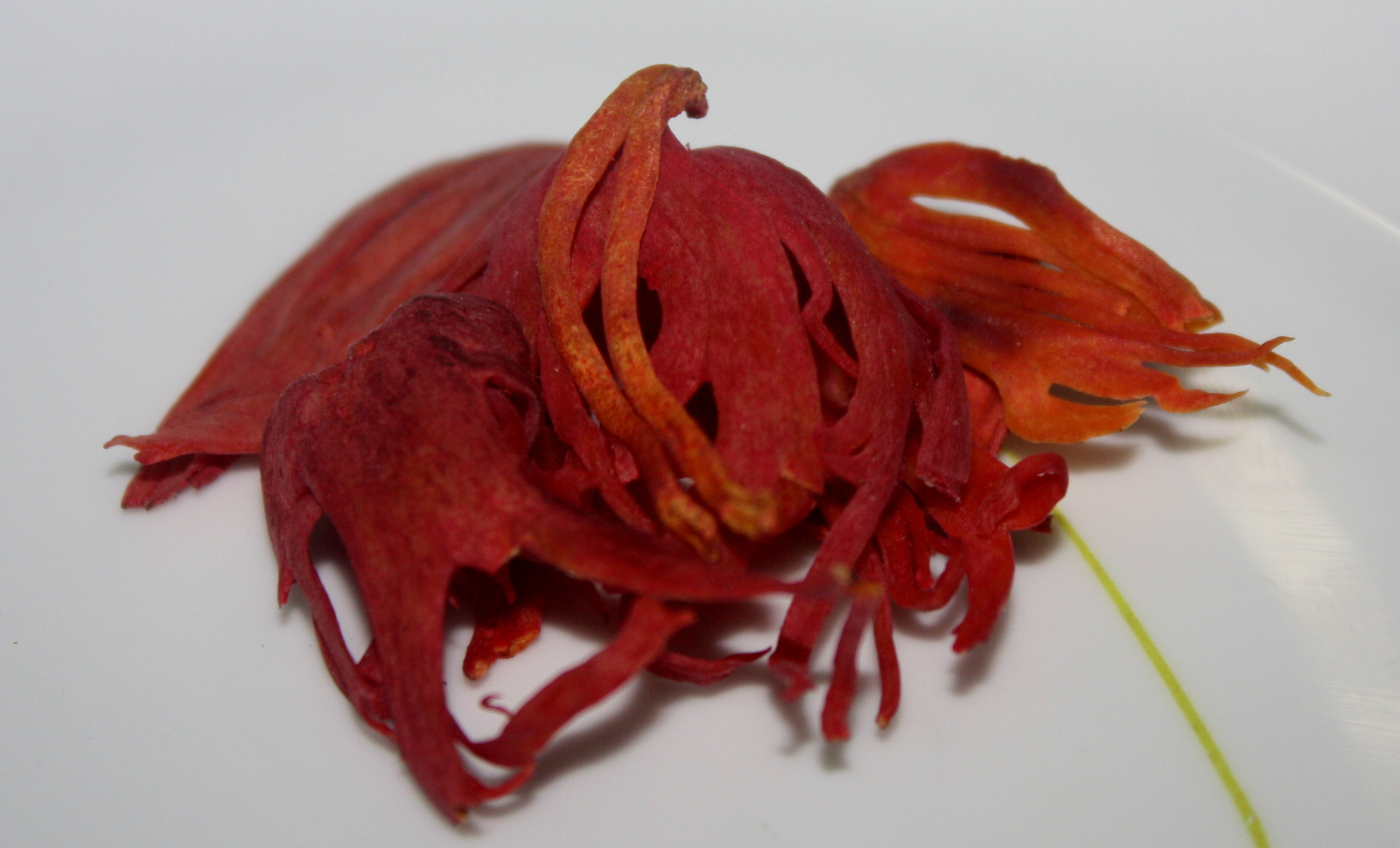
muškátový květ

Rozkvétá bledě žlutými voskovitými vonnými květy, dozrávají na něm bobule kulovitého až hruškovitého tvaru, které obsahují semeno, jež se nazývá muškátový oříšek. Dužnatý míšek, který slouží jako jeho obal, se suší a připravuje se z něj koření zvané muškátový květ. Muškátovník roste ve vlhkých tropech, a sice jen v dobře odvodněné půdě, na místech, kde průměrně roční srážky dosahují kolem 2540 mm a celoroční průměrná teplota neklesá pod 26 °C.

## Historie
Starověcí Egypťané, Féničané, Řekové a Římané nevěděli vůbec o tomto výborném koření, které se zřejmě nedostalo do Středozemí až do 6. století, kdy se zásilka s muškátem dostala do Konstantinopole bezpochyby z Indie. Zakrátko začala malá množství tohoto koření docházet do jižní Evropy. Obchod mezi Indií a Středozemím byl v rukou arabských a indických námořních kupců, kteří dovedli využívat tradovaných znalostí o účincích monzunových větrů, aby propluli Arabským mořem přímo a v nejkratší době. Po mnoho století museli Řekové i ostatní evropští mořeplavci překonávat mnohem větší vzdálenosti podél pobřeží. Ale Alexandrijští mořeplavci uměli využívat monzunových větrů od uveřejnění Hippalova spisu Proudy v Eritrejském moři roku 80 n. l.; v něm tento alexandrijský mořeplavec vysvětloval fakta, která o monzunových větrech získal od arabských mořeplavců o několik desítek let dříve. Od něho se poučovali v navigování námořní kapitáni. Dokonce ani poté však Alexandrijští nepřevzali obchod kořením do svých rukou, možná proto, že neměli nezbytné kontakty v Indii a dále na Východě a nemohli soutěžit s islámskou obchodní sítí.
Tak byla Evropa po sedm nebo osm století zásobována muškátovým oříškem a květem od Arabů, kteří je prodávali za závratné ceny a udrželi obchodní monopol pomocí jednoduchého způsobu – utajením zdroje dodávek.
Ale mezi nevypočítatelnými cennými výsledky první cesty Vasca da Gamy na Dálný východ bylo objevení muškátovníků rostoucích na ostrovech Ambon a Banda v souostroví Moluk. Tajemství bylo vyzrazeno, arabský monopol byl brzy rozbit, aby se obnovil jako monopol portugalský, který vydržel do 17. století. Tehdy se ostrovů násilím zmocnili Holanďané, pokročilejší zastánci kapitalismu než jejich předchůdci. Pokusili se omezit výskyt muškátovníku vonného pouze na Ambon a vymýtit všechny stromy na sousedních ostrovech. Ale běda soukromému vlastnictví – místní holubi rádi zobali plody muškátovníku a pilně rozsévali semena po celém ostrovním moři v oblasti svého doletu, jak to dělávali odjakživa. Přece jen po vymýcení muškátovníku na větších ostrovech podrželi Holanďané monopol tak dlouho, dokud se jim dařilo držet ostatní Evropany v patřičné vzdálenosti od Kořenných ostrovů. Aby zachovali vysoké ceny muškátu, neváhali spálit veliké množství tohoto koření roku 1760 v Amsterodamu.
Tak až do doby kolem roku 1800 bylo pěstování muškátovníků omezeno uměle na dva malé ostrovy v Molukách, plané stromy rostly také na okolních ostrovech. Roku 1776 získal jakýsi Francouz několik mladých rostlin a muškátovník byl uveden na Mauritius. To ještě nestačilo zlomit holandský monopol, který přežil až do chvíle, kdy anglický botanik Christopher Smith, člen ctihodné Východoindické společnosti, navštívil Moluky, nasbíral si tu asi sedmdesát tisíc sazenic muškátovníků, převezl je do Penangu a rozeslal do Kalkaty, do zahrad v Kew a na Cejlon, kde jeho malý hájek muškátovníků stále ještě vzkvétá v peradeníjské zahradě u Kandy. Od těch dob začaly být muškátový oříšek i květ levnější.
Původními pěstiteli museli být Indonésané.

## Původ slova
Samotný původ slova „muškát“ neodkazuje k Molukám – místu původu muškátovníku, ale k arabskému městu Maskat (arabsky مسقط‎ – masqat) v dnešním Ománu na Arabském poloostrově, kde se s muškátovými oříšky obchodovalo a odkud toto koření ve středověku šířilo i do Evropy. Prapůvod slova Maskat není jasný, můžeme jej hledat buď ve staroperštině, kde znamená „silně vonící“ (s tím pravděpodobně souvisí i starořecké slovo pro pižmo: „μοσχο“ – moscho); nebo v arabštině, kde mimo jiné označuje kotviště, skrýš či zapadlé místo. Na Ptolemaiově mapě Arábie je zakresleno město zvané latinsky Cryptus Portus (doslova „Skrytý přístav“), což může souviset s tímto arabským slovem. O přesné poloze tohoto antického přístavu se vedou spory. Do češtiny se slovo „muškát“ dostalo pravděpodobně přes další evropské jazyky – italštinu (moscato), němčinu (Muskat) nebo francouzštinu (muscade).

## Halucinogenní droga
Při obvyklém používání v kuchyni a cukrářské výrobě muškát postrádá jakoukoliv psychoaktivitu. Žádný ze starověkých národů zřejmě nerozeznal jeho vlastnosti halucinogenu. Avšak každý, kdo dokázal použít čtyři nebo pět gramů mletého muškátu nebo odpovídající množství tzv. muškátového másla, které se získává vylisováním prasklého muškátového oříšku i s míškem mezi rozpálenými deskami, trpěl příznaky těžké intoxikace, doprovázené halucinacemi. Nositelem bioaktivního efektu muškátového ořechu je methoxy substituovaný derivát safrolu, látka myristicin, v čisté formě bílá voskovitá látka nerozpustná ve vodě. Tato chemikálie je atypickým anticholinergikem, jež působí v nižších dávkách stimulaci nervové soustavy, která při vyšších dávkách přechází v atypický pseudodeliriantní efekt, přesný mechanizmus účinku však není stále znám. Látka je toxická, halucinace jí navozené jsou snové, podobné jako u jiných anticholinergik jako je například difenhydramin, na rozdíl od těchto látek ovšem muškátový ořech nemá tak agresivní halucinogenní profil. Nástup je velice pomalý, několik hodin trvající a u nízkých dávek téměř nezřetelný. Mimo myristicin obsahuje semeno muškátovníku i různé fenoly a myristicinu velice podobný elemicin, u něhož je ovšem aktivita sporná. Nízké psychoaktivní dávky jsou přes mírnou neurotoxicitu relativně bezpečné, ořechy jsou v místech rozšíření tohoto stromu běžně žvýkány coby povzbuzující prostředek a afrodiziakum. 

## Gastronomie
Je využíván jako koření, dříve i do piva, nyní do zeleniny, salátů, polévek, pečiva, cukroví, uzenin i kořeněných směsí.

## Vědecké synonymum
- Myristica officinalis L. f.

## Další názvy
- macizeň pravá
- muškátovník pravý
- muškátový ořech
- muškátový oříšek